# Pentacentrus formosanus
Pentacentrus formosanus is een rechtvleugelig insect uit de familie krekels (Gryllidae). De wetenschappelijke naam van deze soort is voor het eerst geldig gepubliceerd in 1915 door Karny.